# Niederländische Badmintonmeisterschaft 1981
Die Niederländische Badmintonmeisterschaft 1981 war die 40. Austragung der nationalen Titelkämpfe im Badminton in den Niederlanden.

## Sieger und Finalisten
| Disziplin    | Gold                            | Silber          |
| ------------ | ------------------------------- | --------------- |
| Herreneinzel | Rob Ridder                      | Gerard van Rooy |
| Dameneinzel  | Marjan Ridder                   | Hanke de Kort   |
| Herrendoppel | Herman Leidelmeijer Rob Ridder  |                 |
| Damendoppel  | Joke van Beusekom Marjan Ridder |                 |
| Mixed        | Rob Ridder Marjan Ridder        |                 |